# 천하무적 아머 히어로
천하무적 아머 히어로는 (铠甲勇士 Armor Hero) 중국산특촬물중에 하나이며 중일합작의 특촬물이고 중국산특촬물중 블레이징 틴스 다음의 두번째로 대한민국에 방영된 중국산특촬물이다. 원제는 '개갑용사'이며 줄거리로는 지금으로부터 약 오천년 전, 우주 최대 암흑세력의 수장인 암영대제가 태양계의 왕성한 생명체를 보유한 지구에 암영오행마의 50개 마령석을 가지고 침략하는데 암영대제의 수하들인 신령전사들과 이에 맞서 싸우는 광영전갑의 전사들간의 싸움을 다룬다. 대한민국에선  재능TV에서 천하무적 아머 히어로로 방영되었다.

## 등장인물
천하무적 아머 히어로의 등장인물로는 크게 개갑용사,ERP 연구실,악역인 암영집단으로 등장인물이 나오며 그 외의 등장인물에 개갑용사 B팀이 존재한다.

### 개갑용사
- 흔남(炘南)/염룡협(炎龍俠): 이작품의 주인공으로 개갑용사의 리더가 된다.

- 동삼(東杉)/풍응협(風鷹俠)

- 북묘(北淼)/흑서협(黑犀俠)

- 서쇠(西釗)/설오협(雪獒俠)

- 곤중(坤中)/지호협(地虎俠)

- 자양(子陽)/제황협(帝皇俠)

### ERP 연구실
- 미진

- 가노박사

- 신산노사

### 개갑용사 B팀
- 전남

- 문동

- 북개

- 택서(澤西)

- 방중(方中)

### 암영집단
이작품의 적대 세력으로 명칭은 어둠의 세력이고 흑암영제가 지배한다.
- 흑암영제:이작품의 최종 보스가 되며 암영대제로 추정된다.

- 영패

- 계왕

- 축장/악목(惡木)

- 빙아/악수(惡水)

- 악화(惡火)

- 악금(惡金)

- 악토(惡土)

- 파두

- 우주이능수

- 수호부대

- 장랑마수

### 그 외의 등장인물
- 혜이

- 민자

- 소란

- 소숭

- 오계동

- 향양

- 장건